# Tigrocercus
Tigrocercus is een geslacht van haften (Ephemeroptera) uit de familie Caenidae.

## Soorten
Het geslacht Tigrocercus omvat de volgende soorten:
- Tigrocercus contractus